# STS-123
STS-123 was een Spaceshuttlemissie naar het International Space Station. STS is de afkorting voor Space Transportation System. Het ruimteveer Endeavour werd ten behoeve van deze missie op 11 maart gelanceerd. Door een uitgestelde lancering van de eerdere missie STS-122 werd de lancering van STS-123 op 14 februari 2008 niet gehaald. Tijdens deze missie nam de Endeavour het eerste deel van het Japanse ruimtelaboratorium JEM (Japanese Experiment Module, of Kibō) mee, samen met het Dextre-robotsysteem.

## Bemanning
- Dominic Gorie (4) - Commandant
- Gregory Johnson (1) - Piloot
- Richard Linnehan (4) - Missiespecialist 1
- Robert Behnken (1) - Missiespecialist 2
- Michael Foreman (1) - Missiespecialist 3
- Takao Doi (2) - Missiespecialist
- Garrett Reisman (1) - Vluchtingenieur
- Léopold Eyharts (2) - keert terug als vluchtingenieur

Het nummer tussen haakjes duidt aan hoeveel missies de astronaut gevlogen zal hebben na STS-123.

## Koppeling aan het ISS
- Gekoppeld aan ISS: 13 maart 2008 03:49 UTC
- Afgekoppeld van ISS: 26 maart 2008 23:56 UTC
- Tijd gekoppeld aan ISS:17 dagen

## Vorige vlucht
Van 7 augustus 2007 tot en met 18 augustus 2007 werd de Endeavour nog gebruikt voor de missie STS-118.